# Vatellus
Vatellus is een geslacht van kevers uit de familie  waterroofkevers (Dytiscidae).
Het geslacht is voor het eerst wetenschappelijk beschreven in 1837 door Aubé.

## Soorten
Het geslacht omvat de volgende soorten:
- Vatellus amae K.B.Miller, 2005
- Vatellus annae K.B.Miller, 2005
- Vatellus bifenestratus (Zimmermann, 1921)
- Vatellus drymetes K.B.Miller, 2005
- Vatellus grandis Buquet, 1840
- Vatellus haagi Wehncke, 1876
- Vatellus lateralis (Sharp, 1882)
- Vatellus maculosus K.B.Miller, 2005
- Vatellus mexicanus (Sharp, 1882)
- Vatellus perforatus (Guignot, 1955)
- Vatellus pilacaudus K.B.Miller, 2005
- Vatellus sahlbergi (Sharp, 1882)
- Vatellus tarsatus (Laporte, 1835)
- Vatellus ventralis (Sharp, 1882)
- Vatellus wheeleri K.B.Miller, 2005